# Sartang
Sartang (Sartan) – rzeka w azjatyckiej części Rosji, w Jakucji. Długość 620 km; powierzchnia dorzecza 17 800 km²; średni roczny przepływ u ujścia 47 m³/s.
Źródła w Górach Wierchojańskich, płynie w kierunku północnym przez Płaskowyż Jański, gdzie łączy się z rzeką Dułgałach, tworząc Janę.
Zasilanie śniegowo-deszczowe; zamarza od października do maja.